# Miloš Crnjanski
Miloš Crnjanski (en serbe cyrillique : Милош Црњански ; né le 26 octobre 1893 à Csongrád et mort le 30 novembre 1977 à Belgrade) est un journaliste, poète, écrivain et diplomate yougoslave d'expression serbe.
Il était un ami d'Ivo Andrić.

## Biographie
De Csongrád, en Autriche-Hongrie, où il est né, sa famille, pauvre, déménage en 1896 à Temesvár (aujourd'hui Timișoara, en Roumanie). Après ses années à l'école élémentaire de Pančevo et à l'école de grammaire de Timișoara, il s'inscrit à l'académie d'exportation de Rijeka en 1912 et, à l'automne de l'année suivante, il amorce des études de mathématiques et de philosophie à Vienne.
Au début de la Première Guerre mondiale, Crnjanski est persécuté dans le cadre de la répression générale anti-serbe de l'Autriche découlant de l'assassinat de l'archiduc François Joseph par Gavrilo Princip à Sarajevo. Au lieu d'être envoyé en prison, il est enrôlé de force dans l'armée austro-hongroise, envoyé sur le front galicien pour lutter contre les Russes et blessé au combat en 1915. Bien que convalescent dans un hôpital de guerre de Vienne, il est néanmoins envoyé, juste avant la fin de la guerre, sur le front italien. Après la guerre, il commence des études en la littérature comparée à l'université de Belgrade qu'il interrompt pour se rendre à Vienne, Munich et Paris, passant l'hiver et le printemps 1921 à voyager en France et en Italie.
Diplômé de la Faculté de philosophie en 1922, il devient enseignant dans un lycée de Belgrade. Passionné par le modernisme radical, il publie des articles à ce sujet dans Politika et dans Vreme, suscitant des débats politiques et culturels enflammés.
En 1928, en qualité d'attaché culturel, il séjourne un temps à Berlin au Bureau central de la presse du gouvernement yougoslave, puis à Lisbonne.
Entré dans le corps diplomatique du royaume de Yougoslavie, il travaille en Allemagne (1935-1938) puis en Italie (1939-1941), avant d'être évacué pendant la Seconde Guerre mondiale vers l'Angleterre. Pour vivre, il doit accepter de petits emplois, mais parvient à être embauché comme correspondant à Londres du périodique argentin El économist. Au cours de cette période, il écrit son roman Seobe, knjiga druga (Le Deuxième Livre des migrations, 1962) et son recueil de poésie Lament nad Beogradom (Lamento pour Belgrade, 1965). 
En 1965, il rentre à Belgrade, après vingt ans d'exil. 
En 1971, il reçoit le prestigieux prix NIN pour Le Roman de Londres (Roman o Londonu, 1972) et, en 1973, le prix Dis pour son œuvre poétique.
Il meurt à Belgrade le 30 novembre 1977. Il est enterré dans l'« Allée des citoyens méritants » du Nouveau cimetière de Belgrade,.
Écrivain de premier ordre, il est considéré comme un classique de la littérature serbe aussi bien par la critique que par le grand public. 
Son œuvre littéraire est, dans un premier temps, un témoignage des efforts de sa génération pour trouver un nouveau langage et une nouvelle expression, abordant des thèmes et concepts encore inédits dans la littérature serbe. À propos du projet littéraire des poètes de sa génération, Miloš Crnjanski écrit : « depuis longtemps conçu comme une sorte de culte religieux, l'art était censé être un passe-temps, alors que nous y apportions troubles et bouleversements, par une prise de parole liant pensée et sentiments. Même si nous ne l'avions pas encore exprimé, nous l'avions sans doute à l'intérieur de nous. [...] Il ne fallait pas l'étrangler. [...] Nous nous sommes défiés de la tradition, car nous voulions nous projeter vers le futur. »
La déclenchement de Seconde Guerre mondiale et l'exil à l'étranger permettent au poète d'exprimer sa rupture sans concession avec son époque. Dans ses romans, il souligne la futilité de la guerre, nie avec force la vacuité des mythes militaires, se moque sarcastiquement de ce qu'il considère comme l'illusion d'un « siècle d'or » de l'humanité. Or, il n'a pas pu voir ou rebâtir quelque chose de nouveau qu'à partir des ruines de l'après-guerre et tant que la révolte alimentée par cette guerre vivait en lui.

## Œuvres

### Poésie
- Ithaque (Lirika Itake, 1918)
- Odabrani stihovi (1954)
- Lamento pour Belgrade (Lament nad Beogradom, 1965)

### Romans
- Journal de Tcharnoïevitch (Dnevnik o Čarnojeviću, 1921)
- Migrations (Seobe) (1929)
- Le Deuxième Livre des migrations (Seobe, knjiga druga) (1962)
- Chez les Hyperboréens (Kod Hiperborejaca, 1965)
- Une goutte de sang espagnol (Kap španske krvi, 1970)
- Le Roman de Londres (Roman o Londonu, 1972), trad. fr. de Velimir Popovic, éd. de L’Âge d’Homme, 1992, puis Éditions Noir sur Blanc, 2021  (ISBN 978-2-8825-0663-4)[3].

### Nouvelles et récits
- L'Amour en Toscane (Ljubav u Toskani) (1925)
- Récits au masculin

### Essai
- Michel-Ange, une méditation (Knjiga o Mikelanđelu, 1981), posthume

### Théâtre
- Masques (Maska, 1918)
- Konak (1958)
- Nikola Tesla